# Клемен Бауер

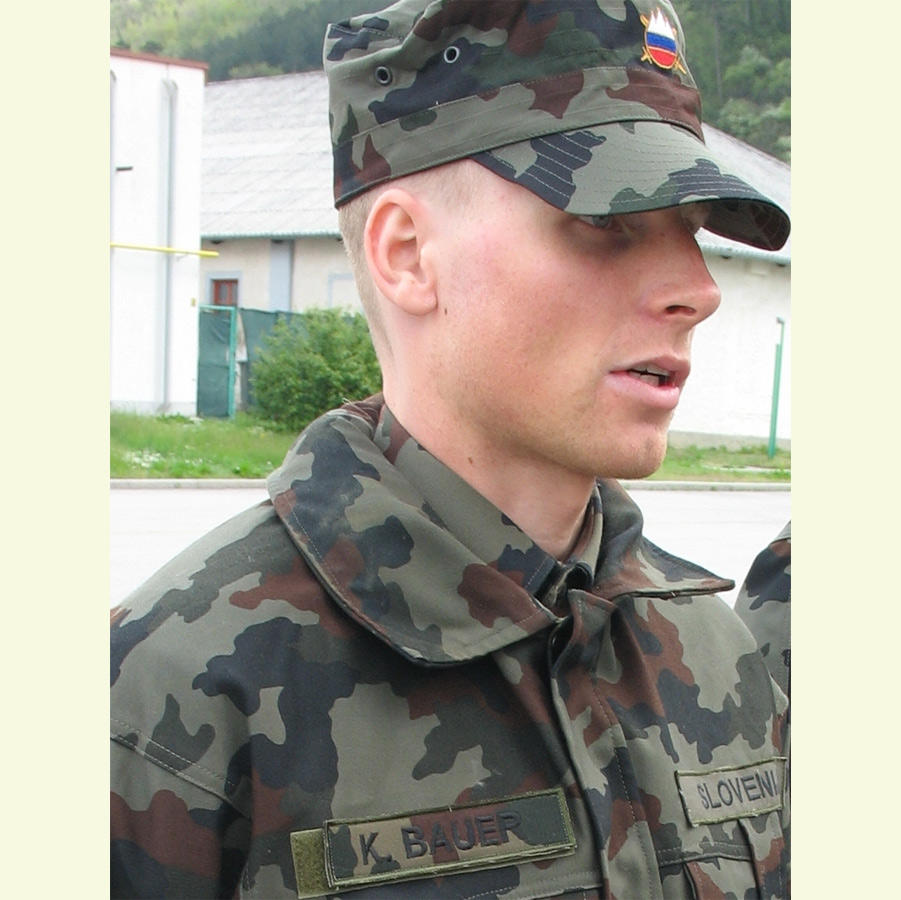
Клемен Бауер у військовій формі

Клемен Бауер (словен. Klemen Bauer) — словенський біатлоніст. Народився 9 січня 1986 року у майбутній столиці Словенії Любляні. Працює військовим інструктором, студент. Живе і тренується в Іхані. Неодружений. Володіє англійською мовою. Альпінізм, парапланеризм, сноуборд — його хобі поза біатлоном.

## Спортивна кар'єра
Займатись біатлоном почав у 10-річному віці, а розпочав виступати за збірну Словенії у 2000 році. З того часу він неодноразово ставав учасником головних змагшань — чемпіонати світу, Олімпійські ігри, Кубок світу тощо

### Олімпійські ігри
Вперше на Зимових Олімпійських іграх він побував у 2006 році в італійському Турині. Тоді він брав участь лише у особистих змаганнях: індивідуальній гонці і спринті; а також і в естафеті.
А от на наступній Олімпіаді-2010 він брав участь у всіх змаганнях і показував досить непогані результати: у спринті він зупинився за крок до медалі — він був четвертим. Це найкращий його особистий результат в кар'єрі.
| № | Дата       | Місце                                 | Дисципліна          | Результат |
| - | ---------- | ------------------------------------- | ------------------- | --------- |
| 1 | 11/02/2006 | Зимові Олімпійські ігри 2006 Турин    | Індивідуальна гонка | 60        |
| 2 | 14/02/2006 | Зимові Олімпійські ігри 2006 Турин    | Спринт              | 69        |
| 3 | 21/02/2006 | Зимові Олімпійські ігри 2006 Турин    | Естафета            | 10        |
| 4 | 14/02/2010 | Зимові Олімпійські ігри 2010 Ванкувер | Спринт              | 4         |
| 5 | 16/02/2010 | Зимові Олімпійські ігри 2010 Ванкувер | Переслідування      | 9         |
| 6 | 18/02/2010 | Зимові Олімпійські ігри 2010 Ванкувер | Індивідуальна гонка | 32        |
| 7 | 21/02/2010 | Зимові Олімпійські ігри 2010 Ванкувер | Масстарт            | 28        |
| 8 | 26/02/2010 | Зимові Олімпійські ігри 2010 Ванкувер | Естафета            | 17        |

### Чемпіонати світу
У 2006 році він дебютував на ЧС у словенській Поклюці у змішаній естафеті. З того часу постійно бере участь в чемпіонатах світу. Першу медаль здобув теж у змішаній естафеті на чемпіонаті світу-2012 у німецькому Рупольдінгу. Це було срібло.
| №  | Рік  | Місце                                                | Дисципліна          | Результат |
| -- | ---- | ---------------------------------------------------- | ------------------- | --------- |
| 1  | 2006 | Чемпіонат світу з біатлону 2006 Поклюка              | Змішана естафета    | 5         |
| 2  | 2007 | Чемпіонат світу з біатлону 2007 Антгольц-Антерсельва | Змішана естафета    | 4         |
| 3  | 2007 | Чемпіонат світу з біатлону 2007 Антгольц-Антерсельва | Індивідуальна гонка | 79        |
| 4  | 2007 | Чемпіонат світу з біатлону 2007 Антгольц-Антерсельва | Спринт              | 31        |
| 5  | 2007 | Чемпіонат світу з біатлону 2007 Антгольц-Антерсельва | Переслідування      | 45        |
| 6  | 2007 | Чемпіонат світу з біатлону 2007 Антгольц-Антерсельва | Естафета            | 19        |
| 7  | 2008 | Чемпіонат світу з біатлону 2008 Естерсунд            | Змішана естафета    | 9         |
| 8  | 2008 | Чемпіонат світу з біатлону 2008 Естерсунд            | Індивідуальна гонка | 64        |
| 9  | 2008 | Чемпіонат світу з біатлону 2008 Естерсунд            | Спринт              | 59        |
| 10 | 2008 | Чемпіонат світу з біатлону 2008 Естерсунд            | Переслідування      | 44        |
| 11 | 2008 | Чемпіонат світу з біатлону 2008 Естерсунд            | Естафета            | 19        |
| 12 | 2009 | Чемпіонат світу з біатлону 2009 Пхьончхан            | Змішана естафета    | 12        |
| 13 | 2009 | Чемпіонат світу з біатлону 2009 Пхьончхан            | Індивідуальна гонка | 53        |
| 14 | 2009 | Чемпіонат світу з біатлону 2009 Пхьончхан            | Спринт              | 13        |
| 15 | 2009 | Чемпіонат світу з біатлону 2009 Пхьончхан            | Переслідування      | 11        |
| 16 | 2009 | Чемпіонат світу з біатлону 2009 Пхьончхан            | Масстарт            | 14        |
| 17 | 2009 | Чемпіонат світу з біатлону 2009 Пхьончхан            | Естафета            | 15        |
| 18 | 2011 | Чемпіонат світу з біатлону 2011 Ханти-Мансійськ      | Змішана естафета    | 16        |
| 19 | 2011 | Чемпіонат світу з біатлону 2011 Ханти-Мансійськ      | Спринт              | 15        |
| 20 | 2011 | Чемпіонат світу з біатлону 2011 Ханти-Мансійськ      | Переслідування      | 34        |
| 21 | 2011 | Чемпіонат світу з біатлону 2011 Ханти-Мансійськ      | Індивідуальна гонка | 40        |
| 22 | 2011 | Чемпіонат світу з біатлону 2011 Ханти-Мансійськ      | Масстарт            | 19        |
| 23 | 2011 | Чемпіонат світу з біатлону 2011 Ханти-Мансійськ      | Естафета            | 8         |
| 24 | 2012 | Чемпіонат світу з біатлону 2012 Рупольдінг           | Змішана естафета    | 2         |